# Własność (Francja)
Prawo własności we Francji – w prawie francuskim, prawo wykonywania pełni władzy w zakresie jakiejś rzeczy lub jakiegoś dobra. Można je też definiować jako prawnie chronione władztwo nad rzeczą. Stanowi kwintesencję połączeń zachodzących pomiędzy osobą a rzeczą. Własność stanowi jeden z najważniejszych wątków prawa cywilnego. Prawo własności opisane jest w Kodeksie Napoleona oraz ustawach i innych aktach normatywnych obowiązujących w państwie francuskim.

## Historia kształtowania się prawa własności we Francji
Pierwsze informacje o prawie własności zawarto w Konstytucji Republiki Francuskiej z 26 sierpnia 1789 roku w artykułach II i XVII:

Artykuł II
Celem każdej organizacji politycznej jest zachowanie naturalnych i nieprzedawnialnych praw człowieka. Prawami tymi są: wolność, własność, bezpieczeństwo i opór przeciwko uciskowi.

Artykuł XVII
Własność jest prawem nietykalnym i świętym, nikt nie może być go pozbawiony, z wyjątkiem przypadku, gdy wymaga tego konieczność publiczna prawnie uznana, ale pod warunkiem słusznego i wypłaconego z góry odszkodowania.

We Francji instytucja własności zapoczątkowana została w XIX wieku. Jej podstawę tworzą doktryny prawa naturalnego oraz zasady prawa rzymskiego. Pierwszą większą kodyfikacją uwzględniającą prawo własności jest Kodeks Napoleona wprowadzony w 1804 roku. Definicja prawa własności ujęta w artykule 544. Kodeksu Napoleona została określona jako prawo do korzystania i dysponowania rzeczą w sposób jak najbardziej absolutny, z wyjątkiem ograniczeń wynikających z innych aktów prawnych. Ponadto prawo własności jest najszerszym prawem i pozwala właścicielowi korzystać z rzeczy i rozporządzać nią z wyłączeniem innych osób. W kolejnych okresach wprowadzono szereg zmian i poprawek w kolejnych aktach prawnych i ustawach. Wprowadzane poprawki zmieniały treść przepisów Kodeksu Napoleona lub regulowały kwestie, które on nie obejmował. Od początku lat osiemdziesiątych XIX wieku nastąpiło przyśpieszenie wprowadzanych zmian w ustawach dotyczących praw własności, co spowodowane było głównie postępującymi przemianami w sferze stosunków społecznych, w obliczu nowych technologii oraz wciąż zwiększającym się interwencjonizmem państwowym.

## Prawo własności we Francji w XXI wieku

### Atrybuty prawa własności
Prawo własności jest prawem podmiotowym, w swej treści zawiera prawo do: korzystania z rzeczy, rozporządzania rzeczą, dysponowania rzeczą, posiadania rzeczy oraz czerpania korzyści. Prawa te pochodzą z prawa rzymskiego i zostały zastosowane w Kodeksie Napoleona.

### Prawo do używania i czerpania korzyści z rzeczy
Prawo do używania rzeczy nie jest zdefiniowane w art. 544 Kodeksu cywilnego, ale wchodzi w zakres prawa do korzystania z rzeczy. Polega na używaniu rzeczy przez właściciela lub osoby jemu najbliższe. Właściciel ma prawo do czerpania pożytku z rzeczy również w przypadku oddania rzeczy do korzystania osobie trzeciej. W zakres tego prawa wchodzi także prawo do czerpania korzyści z rzeczy – czyli pobieranie wszystkich pożytków, które przynosi dana rzecz. Praw nie można zbyć częściowo, są one połączone i nie można ich rozdzielić: np. czerpać korzyści nie będąc właścicielem przedmiotu. Korzystanie z rzeczy może mieć formę czynności faktycznych – samodzielne korzystanie z rzeczy, oraz czynności prawnych – wynajem.
W ostatnich latach orzecznictwo francuskie przyznało właścicielowi szereg uprawnień np. prawo do zakazania wykorzystywania wizerunku posiadanego dobra przez osoby trzecie w celach handlowych bądź zawodowych, czyli prawo do ochrony wizerunku swojej rzeczy – ruchomości bądź nieruchomości, chyba że jest ono wykorzystywane w celach nieodpłatnych np. fotografie.

### Prawo do dysponowania rzeczą
Kodeks Napoleona z 1804 r. ujmował prawa właściciela w najszerszej formule, odwołując się do doktryny prawa rzymskiego. Według Michała Kuleja: 

Prawo do dysponowania rzeczą może zostać wyrażone poprzez wszystkie okoliczności (czynności prawne lub zdarzenia prawne) będące wynikiem wolnej woli właściciela, których wynikiem jest utrata przez właściciela części bądź całości uprawnień dotyczących danego dobra

W systemie prawa Francji "sprzedaż jest zupełna między stronami i kupujący nabywa własność z mocy prawa względem sprzedawcy jak tylko umówienie się nastąpiło względem rzeczy i ceny, chociaż rzecz nie była jeszcze wydana, a cena zapłacona".
W prawie do dysponowania zawarty jest także zakaz dysponowania rzeczą przez inne osoby, które nie mają zgody właściciela. Wyjątkiem od tej zasady jest instytucja wywłaszczenia, zawarta w art. 545 Kodeksu Napoleona, który stanowi, że "nikt nie może zostać zmuszonym do zrzeczenia się prawa własności, chyba że z przeznaczeniem na cele publiczne oraz tylko za słusznym i uprzednim odszkodowaniem". Jest to jedyny wyjątek, kiedy właściciel może zostać pozbawiony prawa do dysponowania rzeczą.

### Ograniczenia na rzeczy
W niektórych przypadkach prawo do używania rzeczy posiada nie tylko właściciel.
Kwestia ta, była uregulowana już w pierwszej wersji Kodeksu Napoleona, mowa była o „służebnościach naturalnych”, wynikające z naturalnego położenia nieruchomości i „służebnościach prawnych”, wynikających z przepisów prawa. Cechą charakterystyczną jest to, że ograniczone są tylko do uprawnień osobistych.
Przykładem może być prawo do eksploracji kopalin:
Zgodnie z art. 533 Kodeksu Napoleona – własność podziemia/terenu pod ziemią/lub części budynku może zostać nabyta w drodze zasiedzenia przez osobę trzecią.
Oznacza to, że właściciel gruntu może nie być właścicielem tego, co skrywa grunt pod ziemią lub znajduje się nad terenem nieruchomości.

## Porównanie francuskiego prawa własności z polskim
Polskie prawo własności w dużym stopniu zbieżne jest z przepisami Kodeksu Napoleona. Unormowania dotyczące prawa własności zostały określone w art. 140 Kodeksu cywilnego. Według niego właściciel może czynić ze swym prawem wszystko, co mieści się w granicach ustalonych prawem bądź zasadami współżycia społecznego, w szczególności może czerpać pożytek z rzeczy i nią rozporządzać. Ogranicznikiem prawa własności są ustawy, zasady współżycia społecznego oraz klauzulą społeczno-gospodarczego przeznaczenia prawa.
We francuskim systemie prawnym ograniczenia narzucane właścicielowi także mogą wynikać z przepisów prawa, ale art. 544 Kodeksu Napoleona nie przewiduje możliwych ograniczeń prawa własności wynikających z zasad współżycia społecznego.